# Danuta Karczewicz
Danuta Bronisława Karczewicz (ur. 27 marca 1941) – polska okulistka, profesor nauk medycznych.
W 1999 roku został jej nadany tytuł naukowy profesora nauk medycznych. Pracowała jako profesor i wieloletni kierownik Katedry i Kliniki Okulistyki Pomorskiego Uniwersytetu Medycznego. Kierowała też Oddziałem Okulistyki Dziecięcej w Samodzielnym Publicznym Szpitalu klinicznym Nr 2 PUM w Szczecinie. Wypromowała 17 doktorów.
Jest członkiem Polskiego Towarzystwa Okulistycznego (zasiadała w prezydium zarządu głównego). Ponadto jest też prezesem zarządu szczecińskiej Fundacji na rzecz Zapobiegania Ślepocie i Niedowidzeniu.
Publikowała w czasopismach krajowych i zagranicznych, m.in. w „Klinice Ocznej", gdzie jest członkinią  redakcji (kronikarzem) oraz członkinią komitetu honorowego.